# Carlos Gil (fotógrafo)
Carlos Augusto Gil (Mortágua, 19 de maio de 1937 – Lisboa, 1 de junho de 2001) foi um fotojornalista português conhecido, entre outras coisas, pelo seu trabalho durante a Revolução dos Cravos, no dia 25 de Abril de 1974.

## Vida e obra
Passou parte da sua vida em Figueira de Castelo Rodrigo, no distrito da Guarda, vindo a falecer em Lisboa, a 1 de junho de 2001.
Estudou Direito na Universidade de Coimbra, mas a guia de marcha para Timor alterou-lhe o rumo da vida. Em Singapura, durante a viagem, comprou uma câmara para se entreter nos tempos livres da tropa. Entre 1963 e 1965, fez programas culturais e de informação na rádio de Timor, e fundou o Grupo de Teatro Experimental de Dili, ao mesmo tempo que descobria o fascínio de fotografar.
Regressado a Portugal, chegaria ao 4.º ano da Faculdade de Direito de Lisboa, onde fundou a secção fotográfica da Associação Académica e dirigiu o Grupo Cénico. Em 1968, nas vésperas da saída da segunda série do jornal A Capital, ofereceu-se como repórter ao director-adjunto. Na altura, Mário Neves aceitou.
O seu longo currículo fez-se em jornais como o Diário de Lisboa, Expresso, Diário de Notícias ou Jornal de Letras, e revistas como a Flama, a Mais ou a Tempo Livre.
Colaborou com publicações estrangeiras tão prestigiadas como a Paris-Match, Der Spiegel, El Pais ou Veja, entre muitas outras. Assinou crónicas para o telejornal da RTP e para a TSF, quando estava em Bagdade nas vésperas do início da Guerra do Golfo.
Aliás, como enviado especial, viria a cobrir acontecimentos em Angola, Moçambique, Sara Ocidental, Curdistão, Líbano, Iraque, Panamá, El Salvador, Cuba, Costa Rica, Guatemala, Nicarágua, Líbia, Jordânia, Albânia, China, Argentina, Uruguai, México, Argélia e Marrocos. Dedicou textos e imagens a conflitos armados e guerrilhas. Cobriu por três vezes a guerra Irão-Iraque, esteve no Sahara com a Frente Polisário, quase foi sequestrado na Nicarágua e a sua reportagem em El Salvador deu origem ao livro "O Caminho dos Guerrilheiros".
Ganhou os prémios Gazeta de Jornalismo (1984 e 1985) e dois prémios Ibn Al Haythem (1996 e 1997).
Carlos Gil exerceu ainda actividades docentes no CENJOR – Centro Protocolar de Formação Profissional para Jornalistas, colaborando na formação profissional de jornalistas e candidatos a jornalistas.
O seu nome faz parte da toponímia de Cantanhede, Cascais e Lisboa.

## Publicações
- 2004 - "Carlos Gil um Fotógrafo da Revolução", edição póstuma, Editorial Caminho, Portugal ISBN 978-97221-161-5-2
- 2002 - "Intimidades - Carlos Gil 1937-2001, edição póstuma, Câmara Municipal de Lisboa/Biblioteca Museu República e Resistência, Portugal
- 1984 - "El Salvador - O caminho dos guerrilheiros", Tricontinental Editora, Portugal